# Central Coast Mariners Football Club
Il Central Coast Mariners Football Club, noto anche come The Mariners o The Coast, è una società calcistica australiana con sede a Gosford, nel Nuovo Galles del Sud. Milita nella A-League Men, la massima divisione del campionato australiano di calcio.

## Storia
Il Central Coast Mariners FC è stata la prima squadra di calcio professionistica nella Central Coast.
I Central Coast Mariners nella prima stagione (2005-2006), hanno vinto la Pre-Season Cup, ed hanno perso la A-League Grand Final contro il Sydney FC.
Il Central Coast ha partecipato alla finale della Pre-Season Cup di nuovo nel 2006, perdendo contro l'Adelaide United. Nella stagione 2006-2007 i Central Coast Mariners si classificano sesti non qualificandosi così alla fase finale.
I Central Coast Mariners hanno vinto la loro prima A-League Premiership nel 2007-2008, grazie alla differenza reti (+3) dei suoi rivali, il Newcastle United Jets. I Central Coast Mariners verranno sconfitti proprio dal Newcastle Jets (0-1) in finale.
Nel 2013 i Mariners vincono la loro prima A-League battendo in finale i Western Sydney Wanderers per 2-0 grazie alle reti di Zwaanswijk e McBreen.

Formazioni della A-League Gran Final 2010-2011 disputata tra Mariners e Brisbane Roars

## Divise

### Casa
La prima divisa del Central Coast fu navy con fascia gialla. La divisa rimase invariata fino al 2009, quando fu modificata e divenne a strisce giallo-blu.

Nel 2011 fu aggiunto una fascia verticale gialla su sfondo navy. L'anno dopo la divisa prevedeva una maglia gialla con colletto e maniche blu, calzoncini e calzettoni blu.
| 2004-2009 | 2009-2011 | 2011-2012 | 2012- |

### Trasferta
| 2004-2009 | 2009-2011 | 2011-2012 | 2012- |

## Palmarès

### Competizioni nazionali
- A-League Premiership: 3

2007-2008, 2011-2012, 2023-2024
- Campionato australiano: 3

2012-2013, 2022-2023, 2023-2024

### Competizioni internazionali
- Coppa dell'AFC: 1

2023-2024

### Altri piazzamenti
- Campionato australiano:

Secondo posto: 2005-2006, 2007-2008, 2010-2011
Terzo posto: 2011-2012
- FFA Cup:

Finalista: 2021
Semifinalista: 2014, 2019

## Tifoseria

### Gemellaggi

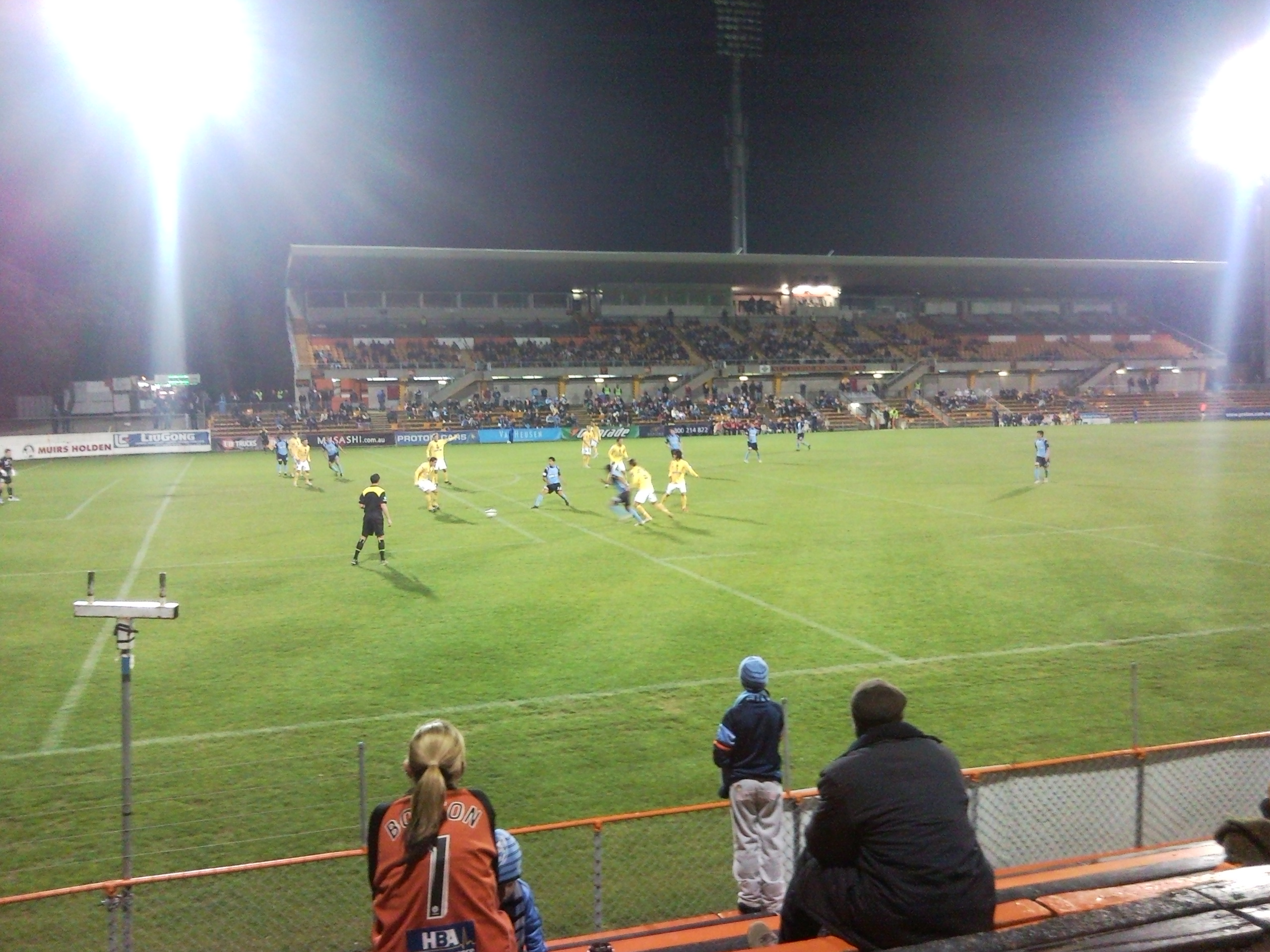
Un'azione del derby del Nuovo Galles del Sud tra Mariners e Sydney FC del 2009

- Sheffield Utd
- San Paolo
- Chengdu Blades
- Ferencváros
- Central Coast Lightning
- Strindheim
- Tata
- Estudiantes (LP)
- White Star Bruxelles

### Rivalità
- Newcastle Jets
- Sydney FC
- Brisbane Roar

## Organico

### Rosa
Rosa e numerazione aggiornate al 7 ottobre 2024.
| N. |                             | Ruolo | Calciatore           |
| -- | --------------------------- | ----- | -------------------- |
| 1  | Australia (bandiera)        | P     | Adam Pavlesic        |
| 3  | Vanuatu (bandiera)          | D     | Brian Kaltack        |
| 4  | Australia (bandiera)        | C     | Trent Sainsbury      |
| 5  | Australia (bandiera)        | D     | Noah Smith           |
| 7  | Australia (bandiera)        | C     | Christian Theoharous |
| 8  | Irlanda del Nord (bandiera) | C     | Alfie McCalmont      |
| 9  | Australia (bandiera)        | A     | Alou Kuol            |
| 10 | Brasile (bandiera)          | A     | Marco Túlio          |
| 11 | Brasile (bandiera)          | C     | Vitor Feijão         |
| 12 | Australia (bandiera)        | D     | Lucas Mauragis       |
| 15 | Nuova Zelanda (bandiera)    | D     | Storm Roux           |
| 16 | Australia (bandiera)        | C     | Harrison Steele      |
| 17 | Australia (bandiera)        | C     | Sabit James Ngor     |
| 23 | Australia (bandiera)        | C     | Miguel Di Pizio      |
| 24 | Australia (bandiera)        | D     | Diesel Herrington    |
| 26 | Australia (bandiera)        | C     | Brad Tapp            |

| N. |                        | Ruolo | Calciatore          |
| -- | ---------------------- | ----- | ------------------- |
| 27 | Australia (bandiera)   | D     | Sasha Kuzevski      |
| 28 | Australia (bandiera)   | C     | Will Wilson         |
| 29 | Australia (bandiera)   | A     | Nicholas Duarte     |
| 30 | Australia (bandiera)   | P     | Jack Warshawsky     |
| 32 | Australia (bandiera)   | D     | Cher Deng           |
| 33 | Australia (bandiera)   | D     | Nathan Paull        |
| 34 | Australia (bandiera)   | D     | Parker Williams     |
| 35 | Australia (bandiera)   | A     | Arthur De Lima      |
| 36 | Australia (bandiera)   | C     | Haine Eames         |
| 37 | Australia (bandiera)   | A     | Bailey Brandtman    |
| 40 | Australia (bandiera)   | P     | Dylan Peraić-Cullen |
| 42 | Australia (bandiera)   | D     | Rocco Smith         |
| 44 | Malta (bandiera)       | C     | Lucas Scicluna      |
| 50 | Australia (bandiera)   | P     | Jai Ajanovic        |
| 99 | Inghilterra (bandiera) | A     | Ryan Edmondson      |